# Флорент, Эндрю
Эндрю Пол Флорент (англ. Andrew Paul Florent; 24 октября 1970, Мельбурн — 16 августа 2016, там же) — австралийский профессиональный теннисист и теннисный тренер, специалист по игре в парах. Победитель трёх турниров АТР в парном разряде, бывшая 13-я ракетка мира в парном разряде, финалист Открытого чемпионата Австралии в одиночном разряде среди юношей (1988).

## Биография
Эндрю Флорент начал играть в теннис в возрасте семи лет. В 1988 году он стал чемпионом штата Виктория среди юношей в одиночном и парном разряде, а на Открытом чемпионате Австралии среди юношей в одиночном разряде дошёл до финала.
С 1990 года Флорент выступал в статусе профессионала, но, как и в предыдущие годы, участвовал главным образом в турнирах невысокого ранга — «сателлитах» и «челленджерах». В свой первый финал в «челленджерах» он вышел в конце 1992 года в Перте, где выступал в паре с другим австралийцем Эндрю Маклином, а на следующий год завоевал на этом уровне три титула — в Куала-Лумпуре, Аделаиде и Лосестоне (Тасмания) — все три с Джошуа Иглом, с которым они также выиграли два цикла «сателлитов» (ещё в одном цикле Флорент победил в паре с Полом Килдерри). В дальнейшем Игл и Флорент часто выступали вместе.
1994 год был ознаменован для спортсмена первыми финалами в турнирах основного тура АТР. В двух первых его партнёром был чех Войтех Флегл, с которым они проиграли в Болонье и завоевали первый в карьере Флорента титул в Санкт-Пёльтене (Австрия), а в третьем — британец Марк Петчи. В последующие годы Флорент добивался успехов почти исключительно в паре с Иглом, с которым они выигрывали «сателлиты» и «челленджеры» и десять раз с 1995 по 2001 год играли в финалах турниров основного тура АТР, завоевав, однако, только один титул — в Аделаиде в 1998 году. Ещё одно чемпионское звание в Санкт-Пёльтене в 1999 году Флорент добыл в паре с россиянином Андреем Ольховским.
Лучшими результатами на турнирах Большого шлема для Флорента были выходы в четвертьфинал, первый из которых состоялся на Открытом чемпионате Франции 1997 года. На этом турнире Игл и Флорент последовательно обыграли две сеяных пары и уступили лишь одной из сильнейших пар мира Паул Хархёйс/Якко Элтинг. Ещё трижды Флорент пробивался в четвертьфиналы турниров Большого шлема в последние годы выступлений — на Открытом чемпионате Австралии 2000 (после побед над Юнасом Бьоркманом и Байроном Блэком) и 2001 годов и на Уимблдонском турнире 2002 года (после победы над Кевином Ульеттом и Уэйном Блэком). Только в последнем случае его партнёром при этом не был Игл — в 2002, как и в 1999 году, с Флорентом в основном выступал ещё один австралиец Дэвид Макферсон.
Дважды — на Открытом чемпионате Канады 2000 года и на турнире в Монте-Карло в 2001 году — Флорент и Игл становились финалистами турниров АТР высшей категории, оба раза, однако, не повстречав до финала ни одной из сильнейших пар мира. Тем не менее, на их счету был ряд побед над такими парами, включая и соперников, занимавших первое место в мировом рейтинге. Так, на Открытом чемпионате Австралии 1996 года они уже в первом круге вывели из борьбы посеянную первой пару — действующих чемпионов Уимблдона и Открытого чемпионата США Тодда Вудбриджа и Марка Вудфорда (после того, как те отыграли три матч-бола в третьем сете), а спустя два года обыграли этих же соперников, по-прежнему возглавляющих рейтинг, в четвертьфинале турнира в Аделаиде, который в итоге выиграли. В 1999 году на пути в полуфинал турнира высшей категории в Цинциннати Флорент обыграл занимавших первое место в рейтинге Леандера Паеса и Махеша Бхупати в паре с Макферсоном.
Дважды Флорент в паре с Иглом попадал в итоговый турнир года, на который приглашаются восемь сильнейших пар мира: в 1998 году они были запасными, сыграв лишь один матч (победа над Даниэлем Нестором и Марком Ноулзом), а в 2000 году, окончив сезон в ранге восьмой пары мира, сыграли три встречи на групповом этапе, но победить сумели только в одной. К апрелю 2001 года Флорент поднялся до 13-й, высшей в карьере, позиции в рейтинге АТР, но завершил выступления уже через два года после этого.
В теннисных кругах Флорент — Флорри, как его называли друзья и соперники — был известен как человек с большим чувством юмора и душа компании. Одним из его любимых соревнований АТР-тура был турнир в Монте-Карло, так как во время его проведения игроки устраивали традиционное ежегодное шоу-ревю, в котором Флорент с удовольствием участвовал, разыгрывая для коллег юмористические сценки. На турнире в Скоттсдейле в 1997 году, проигрывая матч Рику Личу и Юнасу Бьоркману, они с Иглом вышли на последний гейм в масках Халка. На «челленджере» в Тайбэе в 1994 году, по жеребьёвке попав в первом круге на получивших уайлд-кард местных игроков, никогда до этого не игравших на этом уровне, Флорент убедил Игла «отметить» их успех; они вернулись домой только утром и проиграли матч в трёх сетах.
По окончании активной игровой карьеры Флорент в 2004 году работал на телевидении ведущим теннисной программы «SLAM! Road to the Australian Open», а в 2005 году тренировал австралийского теннисиста Марка Филиппуссиса. Позже он занимался торговлей недвижимостью в Мельбурне. В январе 2013 года у него был диагностирован колоректальный рак, позже распространившийся на печень. Флорент боролся с болезнью три с половиной года, успев выступить в парном турнире «легенд» на Открытом чемпионате Австралии 2014 года, но скончался в августе 2016 года, оставив после себя жену Рейчел и двоих сыновей — Олли и Джея.

## Позиция в рейтинге в конце сезона
| Разряд        | 1991 | 1992 | 1993 | 1994 | 1995 | 1996 | 1997 | 1998 | 1999 | 2000 | 2001 | 2002 |
| ------------- | ---- | ---- | ---- | ---- | ---- | ---- | ---- | ---- | ---- | ---- | ---- | ---- |
| Парный разряд | 397  | 351  | 197  | 65   | 86   | 56   | 68   | 30   | 30   | 27   | 29   | 86   |

## Финалы турниров ATP за карьеру

### Парный разряд (3-10)
| Легенда                                |
| -------------------------------------- |
| Большой шлем (0)                       |
| Чемпионат мира АТР / Кубок Мастерс (0) |
| ATP Super 9 / АТР Мастерс (2)          |
| ATP Championship Series / АТР Gold (1) |
| ATP World / ATP International (10)     |

| Результат | №   | Дата            | Турнир                               | Покрытие | Партнёр           | Соперники в финале             | Счёт в финале |
| --------- | --- | --------------- | ------------------------------------ | -------- | ----------------- | ------------------------------ | ------------- |
| Поражение | 1.  | 22 мая 1994     | Болонья, Италия                      | Грунт    | Войтех Флегл      | Патрик Рафтер Джон Фицджеральд | 3-6, 3-6      |
| Победа    | 1.  | 19 июня 1994    | Санкт-Пёльтен, Австрия               | Грунт    | Войтех Флегл      | Адам Малик Джефф Таранго       | 3-6, 6-1, 6-4 |
| Поражение | 2.  | 28 августа 1994 | Лонг-Айленд, США                     | Хард     | Марк Петчи        | Оливье Делетр Ги Форже         | 4-6, 6-7      |
| Поражение | 3.  | 30 апреля 1995  | Сеул, Республика Корея               | Хард     | Джошуа Игл        | Себастьен Ларо Джефф Таранго   | 3-6, 2-6      |
| Поражение | 4.  | 16 июня 1996    | Порту, Португалия                    | Грунт    | Джошуа Игл        | Эмануэл Коту Бернарду Мота     | 6-4, 4-6, 4-6 |
| Победа    | 2.  | 11 января 1998  | Аделаида, Австралия                  | Хард     | Джошуа Игл        | Рик Лич Эллис Феррейра         | 6-4, 6-7, 6-3 |
| Поражение | 5.  | 3 мая 1998      | Мюнхен, Германия                     | Грунт    | Джошуа Игл        | Тодд Вудбридж Марк Вудфорд     | 0-6, 3-6      |
| Поражение | 6.  | 21 июня 1998    | Хертогенбос, Нидерланды              | Трава    | Джошуа Игл        | Гийом Рау Ян Симеринк          | 6-75, 2-6     |
| Победа    | 3.  | 23 мая 1999     | Санкт-Пёльтен (2)                    | Грунт    | Андрей Ольховский | Робби Куниг Брент Хайгарт      | 5-7, 6-4, 7-5 |
| Runner-up | 7.  | 5 марта 2000    | Делрей-Бич, Флорида, США             | Хард     | Джошуа Игл        | Ненад Зимонич Брайан Макфи     | 5-7, 4-6      |
| Поражение | 8.  | 30 июля 2000    | Открытый чемпионат Австрии, Кицбюэль | Грунт    | Джошуа Игл        | Пабло Альбано Цирил Сук        | 3-6, 6-3, 3-6 |
| Поражение | 9.  | 6 августа 2000  | Торонто, Канада                      | Хард     | Джошуа Игл        | Себастьен Ларо Даниэль Нестор  | 3-6, 6-73     |
| Поражение | 10. | 22 апреля 2001  | Монте-Карло, Монако                  | Грунт    | Джошуа Игл        | Юнас Бьоркман Тодд Вудбридж    | 6-3, 4-6, 2-6 |